# Човет
Човет (шп. Chovet) је насељено место у округу Хенерал Лопез у провинцији Санта Фе, Аргентина. Према попису из 2010. године у насељу је живело 2.383 становника, а према процени из 2017. око 2.800 становника.

## Историја
Насеље је основао 23. априла 1923. године Француз Алберто Човет (Шовет), који се доселио у Аргентину 1905. године. Општина Човет је формирана 5. марта 1925. године, тада је имала око 430 становника који су били пореклом из Италије, Југославије и Шпаније. У Човет и суседна насеља настанили су се Далматинци, углавном са Хвара и суседних острва, двадесетих и тридесетих година 20. века, чији потомци данас чине већину локалног становништва. Једна улица у Човету носи назив Република Хрватска (Republica de Croacia).

## Познате личности
- Хорхе Габрић, аргентински фудбалер
- Иван Габрић, аргентински фудбалер